# Civil Rights Act (1871)
Il Civil Rights Act del 1871 è una legge federale degli Stati Uniti d'America in parte vigente ancora, promulgata durante la presidenza di Ulysses S. Grant. 
La parte più importante per cui tale legge è nota è quella volta a proteggere la minoranza afroamericana dal Ku Klux Klan fornendo i mezzi legali per difendersi in sede civile contro gli abusi subiti. Per questo motivo ci si riferisce al Civil Rights Act del 1888 anche come Ku Klux Klan Act o semplicemente Klan Act. Il nome formale e completo del provvedimento è invece An Act to enforce the Provisions of the Fourteenth Amendment to the Constitution of the United States, and for other Purposes. La legge fu promulgata subito dopo la Guerra civile americana insieme all'Enforcement Act (1870). Sebbene nel corso degli anni la legge è stata cambiata solo in minima parte, essa è stata tuttavia soggetta a molte differenti e talvolta contrastanti interpretazioni da parte dei tribunali americani.